# ييلدز
ييلدز (كلمة تركية تعني في الأصل "نجم") أو دلتا الدب الأصغر (باللاتينية: Delta Ursae Minoris أو δ Ursae Minoris، بالإنجليزية: Yildun) نجم أبيض اللون يقع في كوكبة الدب الأصغر القطبية الشمالية، ويشكل النجم الثاني في ذيل الدب. وهو مرئي بالعين المجردة ويبلغ قدره الظاهري 4.36. بناءً على انزياح اختلاف المنظر السنوي بمقدار 18.95 كما يرى من الأرض، يبعد عن الشمس بـ 172 سنة ضوئية. يقترب النجم من الشمس بسرعة شعاعية تبلغ نحو −8 كم / ثانية. 